# هنري بريت
هنري بريت (بالإنجليزية: Henry Brett)‏ هو صحفي نيوزلندي، ولد في 25 فبراير 1843، وتوفي في 29 يناير 1927.